# TV Condoro
TV Condoro fue un programa de televisión chileno, de corte humorístico, emitido por Chilevisión desde 1998 hasta 2001 con la conducción de Alfredo Alonso y el actor Patricio Strahovsky. El programa consistía en mostrar videos de situaciones divertidas y además situaciones de humor dentro del estudio, que simulaba ser un living de un departamento, ambos conductores sentados en un sillón frente a un televisor y haciendo chistes y comentarios con respecto a las situaciones mostradas en los videos.

## Historia
El programa desde un comienzo era transmitido en el horario de las 19:30 horas, pero después debido a su gran éxito, en octubre de 1998 empezó a ser transmitido los días lunes a las 22:00 horas, ahí cambió su nombre por el de TV Condoro Nights, debido a su transmisión en la noche, así con el correr de las temporadas empezaron a alargar su nombre por TV Condoro Nights Again Forever Alive, TV Condoro Nights Again Forever Alive Returns finalizando en su versión: TV Condoro Nights Again Forever Alive Returns Oh My Baby Oh My Good and Classic. Su formato era muy similar al de Video loco de Canal 13 o Maldita sea del Canal 2 Rock & Pop. Lo distinto era que tenía un lenguaje más adulto, y el horario era de segunda franja.
El programa terminó el 31 de diciembre de 2001. Cabe mencionar que meses antes de iniciar esa última temporada, ambos conductores, cerca de mediados de 2001, habían realizado el programa Aló, Pichi, que era una parodia a los dos programas de servicio público de entonces (Buenas tardes Eli y Hola Andrea), combinado también con situaciones cómicas, transmitido también los días lunes a las 22:00 horas, pero no tuvo el éxito de TV Condoro.